# У Лічуань
У Лічуань (нар. 22 липня 1971) — тайваньська борчиня вільного стилю, срібна та бронзова призерка чемпіонатів Азії.

## Життєпис
Боротьбою почала займатися з 1989 року.
Виступала за борцівський клуб Taipeh ASS. Тренери — Чен Лян Мін, Ші Вей Чен.

## Спортивні результати на міжнародних змаганнях

### Виступи на Чемпіонатах світу
| Змагання                        | Збірна            | Вагова категорія          | Місце |
| ------------------------------- | ----------------- | ------------------------- | ----- |
| Чемпіонат світу з боротьби 2000 | Китайський Тайбей | жіноча боротьба, до 51 кг | 9     |
| Чемпіонат світу з боротьби 2003 | Китайський Тайбей | жіноча боротьба, до 51 кг | 17    |
| Чемпіонат світу з боротьби 2006 | Китайський Тайбей | жіноча боротьба, до 48 кг | 18    |
| Чемпіонат світу з боротьби 2007 | Китайський Тайбей | жіноча боротьба, до 48 кг | 14    |

### Виступи на Чемпіонатах Азії
| Змагання                       | Збірна            | Вагова категорія          | Місце  |
| ------------------------------ | ----------------- | ------------------------- | ------ |
| Чемпіонат Азії з боротьби 1996 | Китайський Тайбей | жіноча боротьба, до 50 кг | 4      |
| Чемпіонат Азії з боротьби 1999 | Китайський Тайбей | жіноча боротьба, до 51 кг | Бронза |
| Чемпіонат Азії з боротьби 2001 | Китайський Тайбей | жіноча боротьба, до 51 кг | 6      |
| Чемпіонат Азії з боротьби 2003 | Китайський Тайбей | жіноча боротьба, до 55 кг | 5      |
| Чемпіонат Азії з боротьби 2004 | Китайський Тайбей | жіноча боротьба, до 48 кг | 5      |
| Чемпіонат Азії з боротьби 2006 | Китайський Тайбей | жіноча боротьба, до 48 кг | Срібло |
| Чемпіонат Азії з боротьби 2007 | Китайський Тайбей | жіноча боротьба, до 48 кг | 7      |
| Чемпіонат Азії з боротьби 2008 | Китайський Тайбей | жіноча боротьба, до 48 кг | 5      |

### Виступи на Азійських іграх
| Змагання           | Збірна            | Вагова категорія          | Місце |
| ------------------ | ----------------- | ------------------------- | ----- |
| Азійські ігри 2006 | Китайський Тайбей | жіноча боротьба, до 48 кг | 5     |

### Виступи на Східноазійських іграх
| Змагання                 | Збірна            | Вагова категорія          | Місце |
| ------------------------ | ----------------- | ------------------------- | ----- |
| Східноазійські ігри 2001 | Китайський Тайбей | жіноча боротьба, до 51 кг | 4     |